# Assemblée consultative provisoire
Conseil national (Régime de Vichy)

XVIe législature de la IIIe République française (République française)
XXIe mandat sénatorial de la IIIe République française (République française) Assemblée consultative provisoire de Paris
Assemblée consultative provisoire d’Alger 1re Assemblée nationale constituante (1945)
L'Assemblée consultative provisoire est une assemblée française représentant les mouvements résistants, les partis politiques et les territoires engagés dans la guerre aux côtés des Alliés sous la direction du Comité français de libération nationale (CFLN).
Réunie en application de l’ordonnance du Comité français de libération nationale du 17 septembre 1943, elle tint d'abord ses séances à Alger, au palais Carnot (ancien siège des Délégations financières), entre le 3 novembre 1943 et le 25 juillet 1944. 
Le 3 juin 1944 elle est placée sous l'autorité du Gouvernement provisoire de la République française (GPRF) qui succède au CFLN. Après la Libération, renouvelée et élargie, elle tint ses sessions à Paris, au palais du Luxembourg, entre le 7 novembre 1944 et le 3 août 1945.

## La raison d’être de l’Assemblée consultative

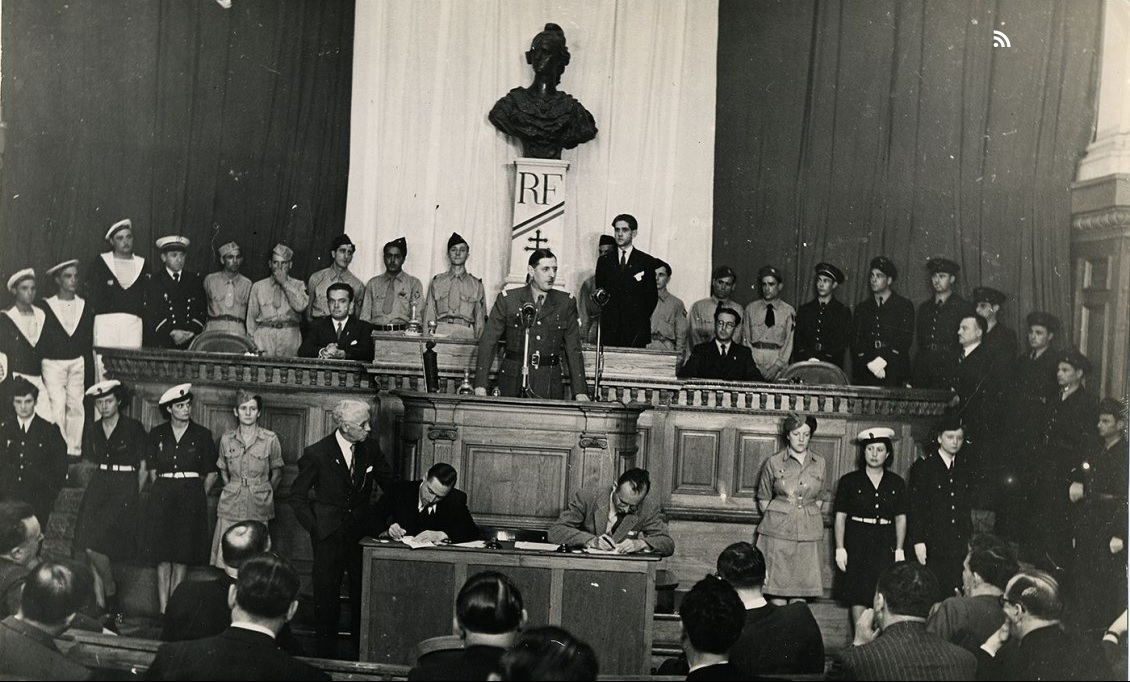
Séance inaugurale de l'Assemblée consultative provisoire en présence du général Charles de Gaulle.
Palais Carnot, Alger, 3 novembre 1943.

En Afrique du Nord, où la majorité de la population avait été acquise au maréchal Pétain, et où l’administration, l’armée, la censure et la presse comptaient encore de très nombreux cadres pétainistes, de Gaulle et le Comité français de libération nationale avaient fréquemment subi la contestation de leur représentativité par les diplomates anglo-saxons.
Il était donc important de faire apparaître en force dans ces territoires le courant de pensée muselé en métropole, celui de l’hostilité aux occupants et à leurs collaborateurs. C’est pourquoi il parut nécessaire d’y faire apparaître de vrais représentants, en chair et en os, de la résistance, ainsi que des représentants de tous les partis et syndicats non compromis dans la collaboration.

### Projet de la France libre encore non réalisé
L'ordonnance no 16 du 24 septembre 1941 portant organisation nouvelle des pouvoirs publics de la France libre avait déjà prévu la création d’une telle assemblée représentative, dans le cadre de la France libre.
Une commission de Réforme de l'État présidée par le député socialiste Félix Gouin s'était chargée au début de 1943 d’étudier le projet de cette assemblée représentative.

### Proposition à Giraud du Comité de Londres
La proposition de créer, auprès de la future autorité française unifiée, un « Conseil consultatif de la Résistance française » avait ensuite figuré dans le mémorandum du 26 février 1943 adressé par le Comité national de Londres au général Giraud.

## Le caractère représentatif de l’Assemblée consultative
Pour assurer le moins imparfaitement possible la représentation de la véritable majorité des Français, quatre catégories de membre furent délégués à l'Assemblée consultative : les représentants de la Résistance en métropole, ceux de la Résistance extra-métropolitaine, les représentants du Sénat et de la Chambre des députés, les représentants des conseils généraux des territoires de la France libre (Algérie et territoires d'outre-mer). Leur nombre fut modifié au fil des sessions. L'ordonnance du 6 décembre 1943 le porta de 84 à 102 délégués. Les listes et répertoires dressés selon les procès-verbaux de cette Assemblée enregistrent des décès, des validations, des invalidations, qui rendent aléatoires un chiffrage des délégués présents à Alger jusqu'en juillet 1944. Après le transfert à Paris du Gouvernement provisoire de la République française, le nombre des délégués et la composition de l'Assemblée consultative furent profondément modifiés. Par ordonnance du 11 octobre 1944, le nombre des délégués passa à 248 ; ils siégèrent à partir du 7 novembre 1944. L'ordonnance du 22 juin 1945 ajouta une cinquième catégorie de membres, réservée aux prisonniers et déportés de retour d'Allemagne : 47 membres sont nommés en juillet. Ils ne siègent que peu de temps, l'assemblée provisoire se séparant au soir du 3 août 1945, pour faire place au processus institutionnel des élections de députés constituants. L'assemblée comptait alors 295 membres. 

### Représentation de la Résistance intérieure
En novembre 1943, 40 représentants des différents mouvements de résistance de métropole furent délégués par le Conseil national de la Résistance (CNR), y compris parmi les partis politiques qui en étaient membres, et envoyés à Alger. À ce titre, cinq délégués représentaient la CGT et deux délégués représentaient la CFTC. L'ordonnance de décembre 1943 fit passer les représentants de la Résistance métropolitaine à 49. En novembre 1944, délégués directement par les mouvements et organismes de la Résistance, les partis politiques et les syndicats, 148 hommes et femmes siègent à ce titre. Les dix-neuf délégués du Conseil national de la Résistance étaient membres de droit : ils représentaient eux-mêmes la pluralité du CNR. À Alger puis à Paris, ces organisations et leurs délégués sont les suivants :

#### La Résistance métropolitaine à Alger
- Ceux de la Libération : 3 ; Hyacinthe Azaïs, Gilbert Médéric-Védy (remplacé par Marcel Lévêque), René Vivier dit Pierre Ribière.
- Ceux de la Résistance : 2 ; Jacques Lecompte-Boinet dit Jacques Mathieu-Fréville, Jean-Jacques Mayoux.
- Combat : 3 ; René Cerf-Ferrière, Henri Frenay (remplacé par Charles Giron puis par Émile Andrieu), André Hauriou.
- CFTC : 2 ; Max Francke, Marcel Poimbœuf.
- CGT : 5  ;  Albert Bouzanquet, Georges Buisson, Ambroise Croizat, Pierre Fayet, Albert Gazier.
- Corse : 2 ; Arthur Giovoni, Henri Maillot.
- Forces unies de la jeunesse patriotique : 1 ; Pierre Gauthier
- France au combat : 1 ; Pierre Malafosse dit Pierre Maurrier
- Franc-tireur : 3 ; Eugène Claudius-Petit, Noël Clavier, Jean-Jacques Soudeille.
- Libération-Nord : 3 ; Jacques Brunschwig-Bordier, Albert Van Wolput dit Albert Bosman, Charles Laurent.
- Libération-Sud[5] : 4 ; Raymond Aubrac, Michel Dumesnil de Gramont, Yvon Morandat, Louis Vallon.
- Organisation civile et militaire : 4 ; André Basse, André Postel-Vinay, Roger Farjon, Robert Prigent.
- Parti communiste français : 3 ; Fernand Grenier (puis Joanny Berlioz), André Mercier, Henri Pourtalet.
- Parti démocrate populaire: 1 ; Paul Viard
- Parti radical-socialiste : 2 ; Marcel Astier (puis Paul Anxionnaz), Marc Rucart.
- Parti socialiste : 3 ; Just Évrard, Édouard Froment, André Le Troquer (puis Roger Mistral).

Parmi ces délégués, Gilbert Védy rentra en Métropole pour assurer la direction de son mouvement Ceux de la Libération, décimé par les arrestations. Arrêté par la police française le 21 mars 1944, il se suicida pour ne pas parler.

#### La Résistance métropolitaine à Paris

##### Mouvements de la Résistance
- Conseil national de la Résistance : 19 ; Emmanuel d'Astier de la Vigerie, Antoine Avinin, Paul Bastid, Maxime Blocq-Mascart, Robert Chambeiron, André Colin, Jacques Debu-Bridel, Marcel Degliame, Benoît Frachon, Auguste Gillot, Joseph Laniel, Jacques Lecompte-Boinet, Daniel Mayer, Pierre Meunier, André Mutter, Henri Ribière, Louis Saillant, Gaston Tessier, Pierre Villon.
- Ceux de la Libération : 6 ; Jean Ginas, Marcel Lévêque, Étienne Nouveau, Pierre Rulhmann, Marianne Verger, René Vivier.
- Ceux de la Résistance : 6 ; Jean Dulac, Léo Hamon, Jean-Jacques Mayoux, Jean Prouvé, Pierre Stibbe, Jean de Vogüé.
- Combat : 6 ; Jacques Baumel, Maurice Chevance, André Hauriou, Jean-Daniel Jurgensen, Max Juvénal, Lucien Roubaud.
- Défense de la France : 2 ; Robert Salmon, Philippe Viannay.
- Forces unies de la jeunesse patriotique : 6 ; Guy de Boysson, Léopold Figuères, Pierre Gauthier, René-Georges Laurin, Jean Pronteau, René Thuillier.
- France au Combat : 3 ; Aristide Blank, Andrée Defferre, Pierre Malafosse
- Franc-tireur : 6 ; Albert Bayet, Pierre Degon, Alice Delaunay, Étienne Laboureur, Jean Lépine, Eugène Claudius-Petit.
- Front national[7]  : 12 ; Madeleine Braun, Laurent Casanova, Henri Choisnel, Henri Eberhard[8] (puis Louis Bergeron), Justin Godart, Frédéric Joliot-Curie (puis Henri Wallon), Georges Marrane, Ernest Perney[9], R.P. Philippe[10], Roger Roucaute, André Tollet, Michel Zunino.
- Libération-Nord : 6 ; Albert Van Wolput dit Albert Bosman, Roger Deniau, Charles Laurent, Pierre Neumeyer, Jean Texcier, Paul Verneyras (puis Jacques Brunschwig-Bordier).
- Libération-Sud : 6 ; Lucie Aubrac, Robert Bine, Pascal Copeau, Jean Worms-Germinal, Pierre Hervé, Maurice Kriegel-Valrimont.
- Libérer et fédérer : 1 ; Gilbert Zaksas.
- Lorraine : 1 ; René Fallas.
- Mouvement national des prisonniers de guerre et déportés : 4 ; Jacques Bénet, Pierre Bugeaud, Philippe Dechartre, Étienne Gagnaire.
- Organisation civile et militaire : 6 ; Robert Kaskoreff, dit Jean Birien (puis Charles Verny), Jean Dordain, Georges Izard, Marie-Hélène Lefaucheux, Robert Prigent, Jacques Rebeyrol.
- Patriam Recuperare : 1 ; Gustave Eychène (puis Albert Kirchmeyer).
- Résistance : 2 ; Jean Fauconnet, Robert Lecourt.
- Union des femmes françaises : 2 ; Mathilde Gabriel-Péri, Pauline Ramart.
- Voix du Nord : 2 ; Gaston Dassonville, Georges Vankemmel

##### Confédérations syndicales et professionnelles
- Confédération française des travailleurs chrétiens (CFTC) : 4 ; Jules Catoire, Maurice Guérin, André Paillieux, Marcel Poimbœuf.
- Confédération générale du travail (CGT) : 12 ; Albert Bouzanquet, Georges Buisson, Marie Couette, Ambroise Croizat, Marc Dupuy, Pierre Fayet, Julien Forgues, Albert Gazier, Henri Martel, Gérard Ouradou, René Peeters, Raymond Perrier.
- Confédération générale de l'agriculture (CGA) : 2 ; Marcel Desmeroux, René Louis.
- Confédération générale des paysans travailleurs (CGPT) : 2 ; Bernard Paumier, Waldeck Rochet.
- Confédération des travailleurs intellectuels : 1 ; André Sainte-Lagüe.
- Union des cadres industriels français : 2 ; Pierre Le Brun, Roger Schwob

##### Partis politiques
- Alliance démocratique : 3 ; Robert Bruyneel, Robert Nisse, Georges Oudard.
- Démocrates populaires : 4 ; Paul Bacon, Francisque Gay, Alphonse Juge, Pierre Tremintin.
- Fédération républicaine : 3 ; Jean Guiter, Alfred Oberkirch (remplacé par Robert Pimienta), Jacques Poitou-Duplessy (remplacé par Pierre Lebon).
- Parti communiste français : 6 ; Marcel Cachin, Georges Cogniot, Jacques Duclos, Fernand Grenier, André Mercier, Maurice Thorez.
- Parti radical-socialiste : 6 ; Paul Anxionnaz, Pierre Cot, Pierre Mazé, Gaston Monnerville, Marc Rucart, Théodore Steeg.
- Parti socialiste (SFIO) : 6 ; Gaston Defferre, Édouard Depreux, Just Évrard, Marcel-Edmond Naegelen, Robert Verdier, Andrée Viénot.

### Représentants de la Résistance extra-métropolitaine
12 délégués représentent la résistance extra-métropolitaine. Leur nombre passe à 21 en décembre 1943. Cinq de ces représentants proviennent des 800 Comités de la France libre dans le monde: en Grande-Bretagne, au Moyen-Orient, en Amérique du Sud, aux États-Unis, au Canada. Six représentent la Résistance en Afrique du Nord (Algérie, Maroc, Tunisie), sept sont délégués au titre du ralliement des colonies (AOF, Indochine, Nouvelle-Calédonie, Madagascar, Cameroun, AEF, AEF Gabon). Le nombre des délégués de cette catégorie passe à 28 en novembre 1944. Deux y représentent la Corse.

#### À Alger
- Algérie : Henri d'Astier de la Vigerie, René Capitant (puis Paul Tubert).
- Maroc : Paul Aurange, Pierre Parent.
- Tunisie : Joseph Costa, Jean Debiesse.
- Comités français à l'étranger : Félix Boillot (Grande-Bretagne), R.P. Anselme Carrière (Moyen-Orient), Albert Guérin (Amérique du Sud), Francis Perrin (États-Unis), Marthe Simard (Canada).
- France combattante : Guy Baucheron de Boissoudy, René Cassin (Londres).
- Ralliement des colonies : Antoine Bissagnet (AOF), Jean Bourgoin (Indochine), Roger Gervolino (Nouvelle-Calédonie), Joseph Girot (Madagascar), Pierre Guillery (Cameroun), René Malbrant (AEF), Henri Seignon (Gabon).

Parmi ces délégués, Antoine Bissagnet, qui avait rejoint la France libre à Dakar dès septembre 1940, quittait Alger en juin 1944 pour s'engager dans les combattants du front. Il mourrait au combat face aux allemands le 10 août 1944, à Doucelles (Sarthe).

#### À Paris
- Algérie : José Aboulker, Paul Tubert.
- Maroc : Paul Aurange, Pierre Parent.
- Tunisie : Joseph Costa, Jean Debiesse.
- Comités français à l'étranger : René Cassin (puis Félix Boillot) (Grande-Bretagne), R.P. Anselme Carrière (Moyen-Orient), Albert Guérin (Amérique du Sud), Francis Perrin (États-Unis), Marthe Simard (Canada).
- Corse[13] : Arthur Giovoni, Henri Maillot.
- France combattante : Guy Baucheron de Boissoudy, Gilberte Brossolette, Henri Debidour, Georges Gorse, Claude Hettier de Boislambert, Alain Savary (puis Philippe Kieffer), Maurice Schumann.
- Ralliement des colonies : Jean Bourgoin (Indochine), Roger Gervolino (Nouvelle-Calédonie), Joseph Girot (Madagascar), Pierre Guillery (Cameroun), Maurice Kaouza (AOF), René Malbrant (AEF), Henri Seignon (AEF Gabon), Alexandre Varenne (Océanie).

### Représentation du Sénat et de la Chambre des députés

#### ÀAlger
En novembre 1943, 20 représentants des parlementaires, n'ayant pas voté les pleins pouvoirs à Pétain, furent choisis dans les diverses familles politiques, mais certains des parlementaires souhaités par de Gaulle ne purent se rendre à Alger :
- 5 socialistes dont 4 siégèrent[16] : Vincent Auriol, Félix Gouin, Jules Moch, Jean Pierre-Bloch
- 5 Radicaux et USR, dont 4 siégèrent : Pierre Cot, Paul Giacobbi, Pierre-Olivier Lapie, Henri Queuille[17], puis Marcel Astier
- 3 communistes : François Billoux, Florimond Bonte, André Marty. Nommé au CFLN le 4 avril 1944, Billoux est remplacé par Étienne Fajon
- 7 des groupes du centre et de la Droite, dont 3 purent siéger dès novembre 1943 : Paul Antier, Louis Jacquinot, Joseph Serda. Louis Marin qui ne put rejoindre Londres qu'en avril 1944[18] siégea peut-être après cette date[19]

Plusieurs autres parlementaires siégèrent à l'Assemblée consultative d'Alger, mais au titre de délégués de la Résistance métropolitaine, des conseils généraux ou territoriaux : Ambroise Croizat (CGT), Roger Farjon (OCM), Fernand Grenier puis en avril 1944 Joanny Berlioz (PCF), Édouard Froment (SFIO), André Le Troquer (SFIO), André Mercier (PCF), Henri Pourtalet (PCF), Marc Rucart (Parti radical), Paul Cuttoli (Constantine), Victor Sévère (Martinique).
Les parlementaires ayant voté les pleins pouvoirs au maréchal Pétain y étaient en principe inéligibles. Toutefois, cette inéligibilité était susceptible d’être levée par le CNR ou par le CFLN.

#### À Paris
En novembre 1944, le nombre de délégués anciens parlementaires de la Troisième République passa à 60 membres. Ils étaient issus des groupes : 
- communiste : 7 ; Joanny Berlioz, Florimond Bonte, Étienne Fajon, Raymond Guyot, André Marty, Gaston Monmousseau, Arthur Ramette.
- socialiste : 16 ; Jean-Fernand Audeguil, Vincent Auriol, Georges Bruguier, Édouard Froment, Félix Gouin, Louis Gros, André Le Troquer, Robert Mauger, Jean Meunier, Jules Moch, Louis Noguères, André Philip, Jean Pierre-Bloch, Paul Ramadier, Jean-Louis Rolland, Henry Sénès.
- démocrate populaire : 1 ; Paul Simon.
- gauche indépendante de la Chambre des députés : 4 ; Paul Boulet, Maurice Delom-Sorbé, Maurice Montel, Philippe Serre.
- républicain radical et radical-socialiste de la Chambre des députés : 8 ; Henri Gout, André Isoré, Alexis Jaubert, Albert Le Bail, Gaston Manent, Jean Mendiondou, Jean-Emmanuel Roy, Gaston Thiébaut.
- gauche démocratique radicale et radicale socialiste du Sénat : 8 ; Marcel Astier, Pierre Chaumié, Paul Fleurot, François Labrousse, Jean Odin, Joseph Paul-Boncour, Marcel Plaisant, Camille Rolland.
- autres groupes parlementaires et n'appartenant à aucun groupe : 17 ; Joseph Bastide, André Baud, Laurent Bonnevay, Pierre de Chambrun, Auguste Champetier de Ribes, Joseph Denais, Émile Fouchard (remplacé par René Nicod), Bernard de la Groudière, André Honnorat, Paul Ihuel, Pierre-Olivier Lapie, Léon Lauvray, Joseph Lecacheux, Louis Marin, Jean-Jacques Urban (remplaçant Paul Ramadier), Alexis Wiltzer, Jules Wolff.

D'autres parlementaires siégèrent à l'Assemblée consultative de Paris, délégués par les mouvements et organismes de Résistance, dont les partis politiques, et en juillet 1945 parmi les représentants des prisonniers et déportés : au total, 100 parlementaires furent délégués à l'Assemblée consultative.
Parmi les 60 parlementaires désignés en novembre 1944 pour siéger dans cette catégorie, 38 avaient voté « non » le 10 juillet 1940 à Vichy. Quatre autres opposants au vote des pleins pouvoirs à Pétain siégeaient à un autre titre. Au total, 42 des 80 parlementaires ayant voté « non » en juillet 1940 siégeaient à l'Assemblée consultative. Onze autres étant décédés entretemps, 27 des parlementaires ayant voté « non » n'y siégèrent pas, malgré leur demande. Cela tient en partie au fait que la désignation des représentants du Parlement était faite en proportion des effectifs des groupes parlementaires tels qu'ils étaient constitués au 3 septembre 1939.

### Représentation des territoires et des colonies en guerre
La représentation des territoires de la France combattante était assurée par 12 représentants des conseils territoriaux. Les mêmes délégués siégèrent à Alger et à Paris.
- 2 pour chacun des trois conseils généraux des départements d’Algérie :  
  - Alger : Marcel Duclos, Auguste Rencurel
  - Constantine : Mohamed Bendjelloul, Paul Cuttoli
  - Oran : Raymond Blanc, Pascal Muselli
- 1 pour chaque conseil général colonial : Albert Darnal (Guyane), Paul Valentino (Guadeloupe), Déïva Zivarattinam  (Inde française), Victor Sévère puis (janvier 1944) Maurice Desétages (Martinique), Michaël de Villèle (La Réunion).
- 1 pour le Conseil colonial du Sénégal : Ely-Manel Fall

La représentation des assemblées financières d’Afrique du Nord ne siégeait qu'à Alger. Elle comprenait :
- 6 membres des Délégations financières d’Algérie : Smaïl Lakhdari, Émile Lombardi, Louis Morel, Maurice Raoux, Abdennour Tamzali, Émile Vegler.
- 3 membres du Conseil de gouvernement chérifien (Maroc) : Albert Brun, Francis Debare, Antoine de Peretti.
- 2 membres du Grand Conseil tunisien : Marcel Casabianca, Tahar Ben Ammar.

### Représentants des prisonniers et déportés
Quarante-sept délégués siégèrent à ce titre en juillet-août 1945. Cette catégorie est instituée par ordonnance le 22 juin 1945. Les délégués nommés sont validés les 19 et 20 juillet. Le 24 juillet, le bureau de l'Assemblée s'adjoint Claude Bourdet comme cinquième vice-président. Ces délégués qui siégèrent jusqu'au 3 août sont :
- 29 au titre de la Résistance métropolitaine : Paul Arrighi, Jean d'Astier de la Vigerie[26], Étienne Bécart, Claude Bourdet, Jacques Brunschwig-Bordier, Edmond Debeaumarché, Martha Desrumeaux, Gabriel Goudy, Jean-Maurice Hermann, Annie Hervé, Georges Heuillard, André Leroy, Louis Martin-Chauffier, Victor Michaut, Jean Micheau, Edmond Michelet, Guy de Moustier[27], Marcel Paul, Marcel Prenant, Rémy Roure, Georges Salan, Georges Savourey, Pierre Ségelle, Charles Serre, Jacques Simonet, Henri Teitgen, Pierre Traversat, André Ulmann, Marie-Claude Vaillant-Couturier;
- 12 au titre de la Résistance parlementaire : Vincent Badie, Camille Bedin, Jean Biondi, Jean Crouan, Octave Crutel, Yvon Delbos, Albert Forcinal, Max Lejeune, Georges Maurice, Georges Mazerand, Adrien Mouton, Hervé Nader;
- 5 au titre de la Résistance extra-métropolitaine : Louis Brunet, Claire Davinroy, François Faure, Pierre Julitte, Eugène Robert;
- 1 au titre des conseils généraux d'outre-mer : Francis Valleur.

## Les compétences de l’Assemblée consultative
Les compétences de cette assemblée étaient censées être purement consultatives, tout en pouvant être exercées à l’initiative du CFLN, ou à celle de l’assemblée :

### Compétences législatives
- Consultations à l’initiative du CFLN :
  - L’Assemblée devait obligatoirement être consultée par le CFLN sur ses projets d’ordonnances.
  - Les avis de l’Assemblée devaient être mentionnés dans les références des textes adoptés.

- Consultations à l’initiative de l’Assemblée (Avis) 
  - Les avis dont l’assemblée prenait l’initiative, aux 2/3 de ses membres, étaient à mentionner dans les références des propositions de réformes adressées au CFLN.

### Compétences politiques
Lors des interventions des commissaires (ministres) devant l’Assemblée, il était possible aux membres de cette instance de les questionner et de les interpeller. Ainsi naquit, de la part de cette dernière un pouvoir de pression politique sur le Comité ; bien que composée de membres nommés et purement consultative, cette assemblée fit-elle preuve d’une grande indépendance, ainsi que d’une forte capacité de critique et de pression sur le CFLN.

## L’entrée en fonction de l’Assemblée consultative

### Le rétablissement des formes démocratiques
Le 3 novembre 1943, l’Assemblée consultative tint sa première séance « algéroise » au Palais Carnot, ancien palais des Délégations financières (devenu siège de l'Assemblée populaire nationale algérienne à l'indépendance du pays).
La première conséquence de son entrée en fonction fut une recomposition du Comité français de Libération nationale, le 9 novembre 1943, tenant compte de la répartition des groupes à l’Assemblée, et donc sans le général Giraud, dont la coprésidence du CFLN avait été abolie par ordonnance du 2 octobre 1943. Le Général de Gaulle était seul maître de l'autorité. En ce sens il intervient par un discours lors de la séance inaugurale de l'assemblée. Le 9 novembre plusieurs membres de l'Assemblée consultative entrèrent au CFLN : André Le Troquer, Henri Queuille, Louis Jacquinot, Henri Frenay, André Philip, René Capitant. Le général de Gaulle, dans son discours inaugural, donne le sens de cette Assemblée :

« Il serait vain, dans les circonstances sans exemple où se trouve le pays, de vouloir chercher un précédent historique à la création de l'Assemblée consultative, ou bien des textes législatifs qui puissent lui fournir une base littéralement légale. L'invasion puis l'occupation ont détruit les institutions que la France s'était données. C'est pourquoi, bien que la démocratie ne puisse être restaurée dans ses droits et dans ses formes que dans une France libérée, le Comité de la Libération Nationale a jugé nécessaire (...) de donner aux pouvoirs publics provisoires un caractère aussi démocratique que possible en appelant à l'éclairer et à le soutenir une Assemblée consultative, où les représentants de la Résistance nationale se trouvent côte à côte avec des élus du peuple, tous pourvus d'un mandat qualifié... »

Marques de l'importance qu'il lui accordait, de Gaulle participa à une vingtaine de séances de l'Assemblée consultative à Alger. Le 26 juin 1944, il vint lui faire part de la situation militaire après le Débarquement et le 25 juillet, il est présent lors de sa dernière séance sur le sol africain. Dès novembre 1943 il avait nommé au sein du CFLN un Commissaire d'État chargé des rapports avec l'Assemblée Consultative : André Philip.

### La présidence et les bureaux de l'Assemblée consultative
Le 3 novembre 1943, un « Bureau d'âge » est constitué. La présidence revient au syndicaliste résistant Georges Buisson.
Le 10 novembre 1943, l’Assemblée consultative élit comme président Félix Gouin, ancien député socialiste des Bouches-du-Rhône, qui avait refusé les pleins pouvoirs à Pétain le 10 juillet 1940 à Vichy. Quatre vice-présidents l'assistent : André Hauriou, R.P. Anselme Carrière, Albert Bosman (Van Wolput), André Mercier. Ce bureau est reconduit lors des sessions suivantes à Alger (mai 1944).
Le 2 mai 1944, Félix Gouin est à nouveau candidat à la présidence pour la session ordinaire de mai 1944. Son élection est marquée par un problème puisqu'il obtient 31 voix, soit une voix de moins que la majorité absolue des membres présents nécessaire si on retire les votes nuls et blancs. Il s'agit d'une disposition du Règlement de l'Assemblée qui contredit l'ordonnance de fondation qui indique qu'il faut la majorité absolue de voix exprimées. Une correction est effectuée en juillet 1944. Gouin obtient donc 31 voix au premier tour, contre 24 pour Eugène Claudius-Petit et 2 voix chacun pour deux autres membres de l'Assemblée. Au second tour, Gouin obtient 39 voix contre 19 pour André Hauriou et 2 pour Claudius.
Le 8 novembre 1944, à Paris, Félix Gouin se représente à la présidence. Mais l'unanimité de la Résistance n'est plus : le 1er tour du scrutin met en concurrence plusieurs hommes. Félix Gouin recueille 92 voix, Justin Godart, présenté par le Front national, mais radical-socialiste, obtient 73 voix, Pascal Copeau, soutenu par le Mouvement de libération nationale (MLN), obtient 40 voix et Louis Saillant recueille 16 voix. Félix Gouin est élu au 2e tour par 191 voix. Sont élus quatre vice-présidents avec des scores contrastés : André Mercier 113 voix, Georges Buisson 154 voix, R.P. Anselme Carrière 144 voix et François Labrousse 110 voix. Quatre secrétaires sont élus et, parmi eux, la première femme dans un bureau d'Assemblée : Mathilde Gabriel-Péri. Ce bureau est reconduit lors de la session suivante (5 juin 1945). Le 24 juillet 1945, Claude Bourdet est élu 5e vice-président.

### La représentativité accrue du régime d’Alger
La présence de cette chambre où siégeaient aux côtés des représentants de la Résistance des élus de la République donna au Comité d’Alger, qui concentrait les pouvoirs législatif et exécutif entre ses mains, une légitimité démocratique. L'assemblée participait aux décisions du Comité français de libération nationale par son statut consultatif (obligatoire sur les questions budgétaires),  par ses propositions, par sa capacité de les discuter, et à l’occasion par ses interpellations.
Lorsque le CFLN, devenu Gouvernement provisoire de la République française (GPRF), se transporta à Paris, l’Assemblée consultative provisoire fit de même et le fait qu'elle s'installât dans le palais du Sénat semblait lui donner un statut de « chambre parlementaire ».

### Le fonctionnement de l'Assemblée
Dès novembre 1943, dix commissions sont créées, en correspondance avec les attributions des membres du CFLN, qui donnent à l'Assemblée consultative une allure de Chambre des députés. En mars 1944 la Commission de l'Intérieur s'ajoute à ce dispositif, puis en juillet celle des Affaires musulmanes ; ces commissions et leurs présidents sont :
- Commission des Finances (Paul Giacobbi puis Charles Laurent)
- Commission des Affaires étrangères (Marc Rucart)
- Commission de la Défense nationale (Édouard Froment)
- Commission de la France d'Outre-Mer (Jean Pierre-Bloch, puis Paul Antier)
- Commission de l'Éducation nationale, de la Santé publique et de la Jeunesse (Julien Guadet, dit Hyacinthe Azaïs[38])
- Commission des Affaires économiques et sociales (Marcel Astier et Georges Buisson)
- Commission de Réforme de l'État et de Législation (Paul Giacobbi, puis René Cassin)
- Commission de l'Information et de la Propagande (Fernand Grenier, puis René Vivier dit Pierre Ribière)
- Commission du Règlement (Joseph Serda)
- Commission de Comptabilité (Albert Van Wolput dit Albert Bosman[39])
- Commission de l'Intérieur (Vincent Auriol)
- Inter commission des Affaires musulmanes

En novembre 1944, à la mesure des tâches et des ministères du Gouvernement provisoire le nombre des commissions s'accroît :

Sont reconduites, avec des présidents souvent nouveaux, celles des :
- Finances (Charles Laurent)
- Affaires étrangères (Vincent Auriol)
- Défense nationale (Pierre Villon)
- France d'Outre-Mer (Gaston Monnerville)
- Information et Propagande (Fernand Grenier)
- Réforme de l'État (Paul Bastid)
- Règlement (Gaston Manent)
- Affaires économiques et sociales (commission permanente) (Albert Gazier)
- Affaires musulmanes (Jean Pierre-Bloch)
- Comptabilité (Albert Bosman)

Les autres commissions ont leurs attributions remaniées ou sont créées :
- Agriculture et ravitaillement (Marcel Astier)
- Alsace et Lorraine (Gaston Tessier)
- Éducation nationale (Francis Perrin)
- Équipement national, Production et Communications (Louis Saillant)
- Intérieur et Santé publique (Emmanuel d'Astier de la Vigerie)
- Jeunesse et Sports (André Colin)
- Justice et Épuration (Auguste Gillot)
- Prisonniers, Déportés et Pensions (Philippe Dechartre)
- Travail et Affaires sociales (Ambroise Croizat)
- Fourniture de papier de presse (mars 1945)

## L’œuvre de l’Assemblée consultative à Alger

### Soutien à l’action du CFLN pour le rétablissement de la souveraineté
À la suite d'une déclaration du général de Gaulle en séance extraordinaire le 16 novembre 1943, l’Assemblée consultative tint un débat sur les affaires extérieures du 22 au 24 novembre. Tous les orateurs successifs affirmèrent que le CFLN était le Gouvernement de la République, et que les Alliés devaient le reconnaître comme tel.
L’Assemblée exigea aussi la dénonciation des accords Clark-Darlan (22 novembre 1942), qui avaient imposé aux autorités vichystes, vaincues militairement en novembre 1942, une situation de subordination aux autorités anglo-saxonnes. De Gaulle, président du CFLN, déclara qu’aux yeux de la France, ces accords n’existaient pas.
Des liens utiles furent établis à la suite de ce débat, entre divers membres de l’Assemblée et les diplomates ou agents consulaires des États alliés ou neutres représentés à Alger, qui prirent l'habitude d'assister aux débats de l’Assemblée.
C'est sur proposition de l'Assemblée consultative (motion Gazier du 15 mai 1944) que, le 3 juin 1944, le CFLN se proclama « Gouvernement provisoire de la République française » (GPRF), affirmant sa souveraineté sur les territoires métropolitains à libérer.

### Soutien à l’action du CFLN pour l’armement de la résistance
Les 8 et 9 janvier 1944 eut lieu un grand débat sur l’aide à la résistance métropolitaine. Les orateurs réclamèrent des armes pour les résistants qui voulaient se battre.
Le Commissaire à l’Intérieur, Emmanuel d’Astier et le Commissaire adjoint, Jean Pierre-Bloch ne purent que les assurer que cet armement dépendait des alliés, mais que le Comité ferait tous ses efforts pour l’obtenir.

### Soutien à l’action réformatrice du CFLN
L’Assemblée n'avait aucun pouvoir législatif, le gouvernement légiférant par ordonnances. Mais elle avait la faculté de donner son avis sur celles-ci, et selon une initiative ou une majorité des deux-tiers de ses membres, elle pouvait porter à son ordre du jour ou donner avis sur toute question d'intérêt d'ordre national. Son avis est obligatoire sur la législation portant sur les libertés individuelles, l'organisation des pouvoirs publics, et la structure économique et sociale du pays. Elle permit au CFLN puis au GRPF de rétablir la légalité républicaine malmenée par Vichy, ainsi notamment le décret Crémieux de 1870 qui avait attribué la citoyenneté française aux juifs d’Algérie.

Le projet d’attribution du droit de vote aux femmes donna lieu, lui aussi à débat à l’Assemblée consultative.

### Vote et éligibilité des femmes

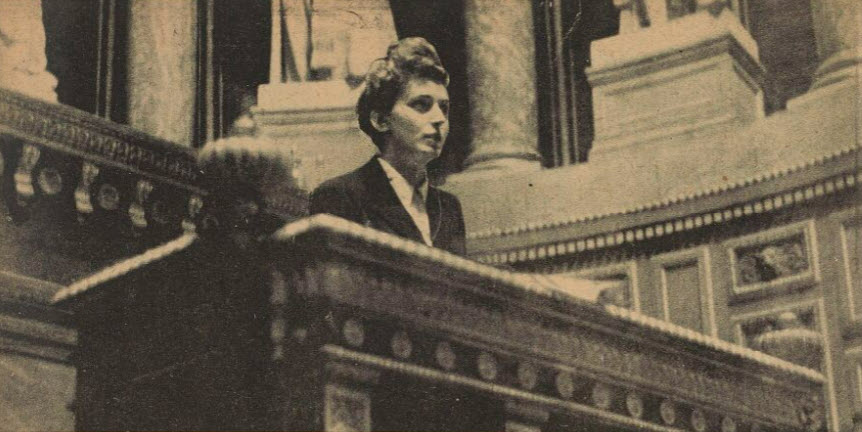
Andrée Defferre-Aboulker au cours d'une intervention à l'Assemblée consultative provisoire.

L'Assemblée consultative provisoire siégeant à Alger du 3 novembre 1943 au 25 juillet 1944 ne comprend qu'une seule femme, Marthe Simard ; Lucie Aubrac, initialement nommée mais n'ayant pu se déplacer en Algérie, est remplacée par son mari Raymond Aubrac.La seconde Assemblée siégeant à Paris du 7 novembre 1944 au 3 août 1945 compte initialement 12 femmes (sur un total de 248 délégués), nombre porté à 16 (sur un total de 295 délégués) à compter de juillet 1945, parmi ses membres : Lucie Aubrac, Madeleine Braun, Gilberte Brossolette, Marie Couette, Claire Davinroy, Andrée Defferre-Aboulker, Alice Delaunay, Martha Desrumaux, Annie Hervé, Marie-Hélène Lefaucheux, Mathilde Gabriel-Péri, Pauline Ramart, Marthe Simard, Marie-Claude Vaillant-Couturier, Marianne Verger et Andrée Viénot. C'est par l'ordonnance du 21 avril 1944 et l'amendement Grenier que les Françaises obtiennent le droit de vote et l'éligibilité.

## L'Assemblée consultative à Paris

### L'assemblée consultative et de Gaulle
Dans ses Mémoires de guerre, le général de Gaulle, chef du Gouvernement, donne sa version du transfert à Paris de l'Assemblée consultative, et de l'activité de celle-là de novembre 1944 à août 1945 :

« De mon côté je tiens à placer en contact avec le ministère une assemblée aussi représentative que possible (...) Ce n'est pas que je prête à un tel collège la capacité d'agir. N'ignorant pas que les assemblées (...) sont dominées par la crainte des actes et connaissant les rivalités qui, déjà, divisent les résistants, je ne m'attends nullement à ce que leurs mandataires appuient effectivement une politique déterminée.(...) En tout cas, il me paraît bon d'offrir un exutoire à leurs bouillonnements. Et puis comment négliger les suggestions qu'une assemblée de cette sorte fournira au gouvernement et le crédit extérieur qu'elle pourra lui procurer ? »

Quelques lignes plus loin, il tempère son jugement :

« De la tribune, où je suis monté pour adresser à l'assemblée le salut du gouvernement, je vois l'hémicycle rempli de compagnons délégués par tous les mouvements de la résistance nationale et appartenant à toutes les tendances de l'opinion. D'un bout à l'autre des travées, tous me font l'honneur d'applaudir. Les assistants sont, comme moi-même, pénétrés du sentiment que leur réunion consacre une grande réussite française, succédant à un malheur démesuré. »

Nonobstant, en juillet 1945, le général de Gaulle organise la transition du « provisoire »  au « constituant » et fait connaître son opinion sur le référendum qu'il annonce. L'Assemblée consultative doit délibérer :

« Là-dessus, la parole fut donnée à l'Assemblée consultative. Je prévoyais un débat animé, plein d'aigreur et sans conclusion. Ce fut, en effet, le cas. Les délégués exprimèrent leur opposition, autant vaut dire unanime, au texte du gouvernement.(...) L'Assemblée consultative m'écouta avec déférence. Puis elle montra par ses votes que mes soucis n'étaient pas les siens ; 210 voix contre 16 rejetèrent l'ensemble du projet du gouvernement(...) Vincent Auriol et Claude Bourdet défendaient une proposition transactionnelle amenuisant largement le projet, leur texte était écarté par 108 voix contre 101. »

À la demande de l'Assemblée de poursuivre ses travaux (elle siégeait en session extraordinaire) au-delà du 3 août 1945, de Gaulle opposa un refus et sur ce divorce, le 17 août, le gouvernement adopta le texte définitif de l'ordonnance relative au référendum et aux élections d'une assemblée constituante.

### L'œuvre de l'Assemblée consultative à Paris
L'Assemblée consultative à Paris obtient des sessions extraordinaires plus rapprochées et plus longues, permettant une reprise des débats plus importante. La première séance non-réglementaire (discours général et élection du bureau) a lieu le 9 novembre 1944 par une allocution de Félix Gouin, toujours élu président de l'Assemblée suivit par le général De Gaulle comme chef de gouvernement où il rappelle le contexte, la fonction de l'assemblée ainsi que les grandes lignes de son action future. Le lendemain, un débat a lieu sur la réintégration de l'Alsace-lorraine et l'Assemblée demande une désannexion du Reich ainsi que l'intégration dans le droit français avec l'abandon du droit local. 
Le 21 et 22 novembre, a lieu un débat sur la politique extérieure de la France et notamment les objectifs diplomatiques après la défaite de l'Allemagne. L'Assemblée demande alors une plus grande coopération des Alliées au sein d'instances promouvant la paix et la justice ainsi qu'une instance européenne pour la démocratie et la paix. Trois séances entre le 23 et le 29 novembre porte sur la question du ravitaillement puis quatre séances entre le 30 novembre et le 7 décembre sur le budget. 
Le 12 décembre, l'alliance franco-russe est reconnue par l'Assemblée. Il est aussi discuté le projet d'ordonnance sur les comités d'entreprises qui se poursuit le 13 décembre. Le 14 décembre, un débat sur les transports est porté demandant alors le recensement des véhicules ainsi que la reconstruction des réseaux de transport et le développement du réseau routier. Le 20 décembre, l'Assemblée prépare la désignation des juges de la Haute Cour de justice ainsi que la procédure d'inscription sur les listes électorales pour les élections suivantes. Il est aussi discuté d'une aide exceptionnelle de 3 millions de francs pour Noël aux vieux travailleurs. Il est aussi discuté de l'industrie et de la production du charbon. Le 21 décembre, l'Assemblée discute de l'Alliance franco-soviétique et salue l'action du gouvernement. 
Le 26 décembre a lieu un débat sur la défense nationale à huis clos. Enfin, pour les deux dernières séances de 1944, la politique générale du gouvernement est discutée. L'Assemblée adopte un ordre du jour acceptant la modification de l'ordonnance organisant les pouvoirs publics, en demandant la collaboration du gouvernement avec tous les organismes de la Résistance, l'éviction de la direction de l'économie des grandes féodalités, de l'augmentation de la production ainsi que la socialisation des grands moyens de productions, des sources d'énergies et du minage, des compagnies d'assurances et des grandes banques. Elle demande aussi la stabilité de la monnaie via une réforme monétaire et fiscale passant par la création d'un casier fiscal, de deux nouveaux impôts sur la fortune et l'enrichissement licites, la confiscation des profits illicites et des biens des traîtres. Elle rappelle aussi le rétablissement de la démocratie politique et du rétablissement de toutes les libertés publiques.
L'Assemblée ne se réunie plus ensuite avant le 6 février, date de la première session ordinaire de 1945.   
Lors de la dernière séance de l'Assemblée consultative, le 3 août 1945, son président Félix Gouin déclarait :

« Ce qui a manqué à cette Assemblée, pour donner toute sa mesure, pour matérialiser sa volonté de réalisation, c'est qu'elle n'avait pas, qu'elle ne pouvait avoir, de par son origine même, de possibilité créatrice. Nous n'étions pas une assemblée souveraine. (...) »

Il  dresse un bilan statistique de neuf mois d'activité : « 120 séances publiques, 243 avis demandés par le Gouvernement, 79 rapports déposés dont 55 ayant fait l'objet de discussions approfondies, 654 questions écrites, 177 questions orales posées. »
Le recensement des 83 « résolutions et avis émis » permet de remarquer une intensification de ceux-ci à partir des sessions tenues après le 5 juin 1945 : 31 avis et résolutions entre le 10 novembre 1944 et le 31 mars 1945 ; 52 avis entre le 12 juin et 3 août 1945. Cette activité intense se relève, pour exemple, parmi les derniers de ces avis et résolutions : outre celui ayant trait à l'élection d'une Assemblée constituante, noté amèrement par de Gaulle, le 29 juillet, certains serviront de socle aux Gouvernements dans leurs réformes futures :
- 30 juillet : législation sur l'adoption et la légitimation adoptive des enfants en vue d'une situation juridique et morale le plus proche possible de l'enfant légitime
- 31 juillet : projet d'organisation de la Sécurité sociale
- 31 juillet : prêts d'installation pour les jeunes ménages paysans
- 1er août :  achèvement des mesures d'épuration
- 1er août : sur les conceptions pour constituer l'armée nouvelle
- 2 août : pour assurer la représentation de l'Algérie par un nombre égal de représentants de chaque collège électoral français et musulman
- 2 août : pour l'abaissement de l'âge de l'électorat et de l'éligibilité
- 2-3 août : pour le régime électoral (à la proportionnelle) des prochaines consultations électorales
- 3 août : pour la socialisation de l'électricité et du gaz

### La Haute Cour de justice et le procès Pétain
L'ordonnance du 18 novembre 1944 instituait la Haute Cour de justice. Son jury, tiré au sort sur deux listes de 50 noms établis par l'Assemblée consultative, comprenait 24 membres : 12 députés ou sénateurs n'ayant pas voté les pleins pouvoirs le 10 juillet 1940 et 12 représentants de la Résistance. Lorsque s'ouvrit le 23 juillet 1945 le procès Pétain, 10 membres de l'Assemblée consultative étaient membres du jury : Jean Pierre-Bloch, ancien député, Roger Gervolino, Jacques Lecompte-Boinet, Pierre Meunier, Ernest Perney, Henri Seignon, Pierre Stibbe, titulaires, Maurice Guérin, Jean Worms-Germinal, Marcel Lévêque, suppléants.

### De l'Assemblée consultative à l'Assemblée constituante
Selon son statut, l'Assemblée consultative, provisoire par essence, se sépare lorsque s'enclenche le processus électoral d'une Assemblée constituante. Il a été cependant prévu par l'ordonnance portant organisation des pouvoirs publics en France après la Libération que l'Assemblée constituante, après s'être transportée à Paris et complétée des représentants des organisations de résistance, se transforme en Assemblée représentative provisoire. Pour cela, l'ensemble des représentants devaient se présenter devant les électeurs dans une circonscription de leur choix au fur et à mesure de la libération du territoire. Lorsque les deux-tiers du pays, dont Paris, se sont prononcés, alors l'Assemblée consultative devient représentative, préparant le mode de formation de la Constituante durant des sessions continues et devant durer jusqu'à la prise de fonction de celle-ci pour assurer une continuité parlementaire. Cependant, il n'y a jamais eu d'élections partielles et l'Assemblée ne se transforma jamais.
Les élections constituantes ont lieu le 21 octobre 1945. Une deuxième Assemblée constituante fut nécessaire. Son élection eut lieu le 2 juin 1946. 139 des 343 délégués ayant siégé à un moment ou un autre à l'Assemblée consultative provisoire, soit 40 % de ceux-ci, furent élus députés aux première ou deuxième Assemblées constituantes.

## Annexe

### Les Compagnons de la Libération membres de l'Assemblée consultative
Dans ses Mémoires de guerre, le général de Gaulle remarque lors de la séance inaugurale de l'Assemblée consultative à Paris les « compagnons » siégeant dans l'hémicycle du palais du Luxembourg. En effet, 24 de ceux-ci sont présents en novembre 1944. Six autres s'y ajouteront jusqu'en juillet 1945. 4 autres avaient siégé à Alger. La liste de ces 34 Compagnons de la Libération est la suivante :
- José Aboulker, Emmanuel d'Astier de la Vigerie, Henri d'Astier de la Vigerie, Antoine Avinin, Jacques Baumel, Guy Baucheron de Boissoudy, Ernest Bissagnet, Claude Bourdet, Jacques Brunschwig-Bordier, René Cassin, Maurice Chevance, Eugène Claudius-Petit, Edmond Debeaumarché, Pierre Degon, Marcel Degliame, François Faure, Henri Frenay, Jean Ginas, Arthur Giovoni, Claude Hettier de Boislambert, Pierre Julitte,Maurice Kaouza, Philippe Kieffer, Robert Kaskoreff, Jacques Lecompte-Boinet, Henri Maillot, Gilbert Médéric-Védy, Yvon Morandat, René Peeters, André Postel-Vinay, Rémy Roure, Alain Savary, Maurice Schumann, Charles Serre

### Sources primaires imprimées
- Charles de Gaulle, Mémoires de guerre : 
  - Volume II - L'Unité, 1942-1944, Paris, 1956,
  - Volume III - Le Salut, 1944-1946, Paris, 1959.
- Fernand Grenier, C'était ainsi (souvenirs), éditions sociales, Paris, 1959.
- René Cerf-Ferrière, L'Assemblée consultative provisoire vue de mon banc, novembre 1943-juillet 1944, Éditeurs français réunis, Paris, 1974.